# Mặt trăng giả

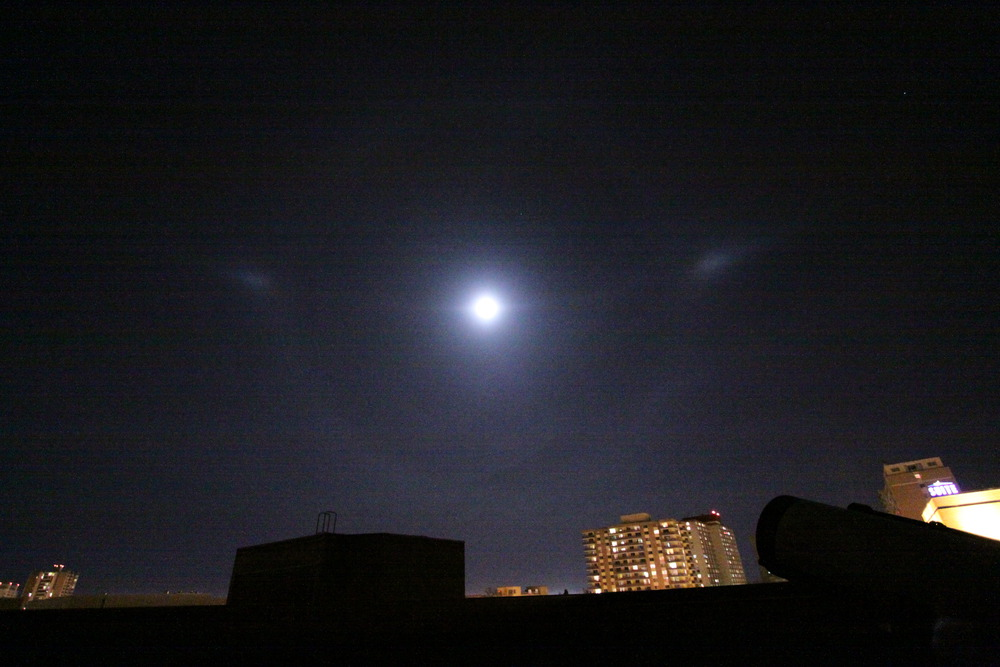
Một vầng hào quang quanh Mặt Trăng và một cặp mặt trăng giả trên đài quan sát tại Đại học Alberta ở Edmonton, Canada.

Mặt trăng giả, hay mặt trăng ảo (tên khoa học: paraselene, số nhiều: paraselenae, có nghĩa là: "quầng sáng quanh mặt trăng") là các điểm tròn sáng trên hào quang Mặt Trăng gây ra bởi sự khúc xạ ánh trăng bởi các tinh thể băng hình lục giác ở những đám mây hoặc mây ti tầng. Đây là hiện tượng khá hiếm gặp.

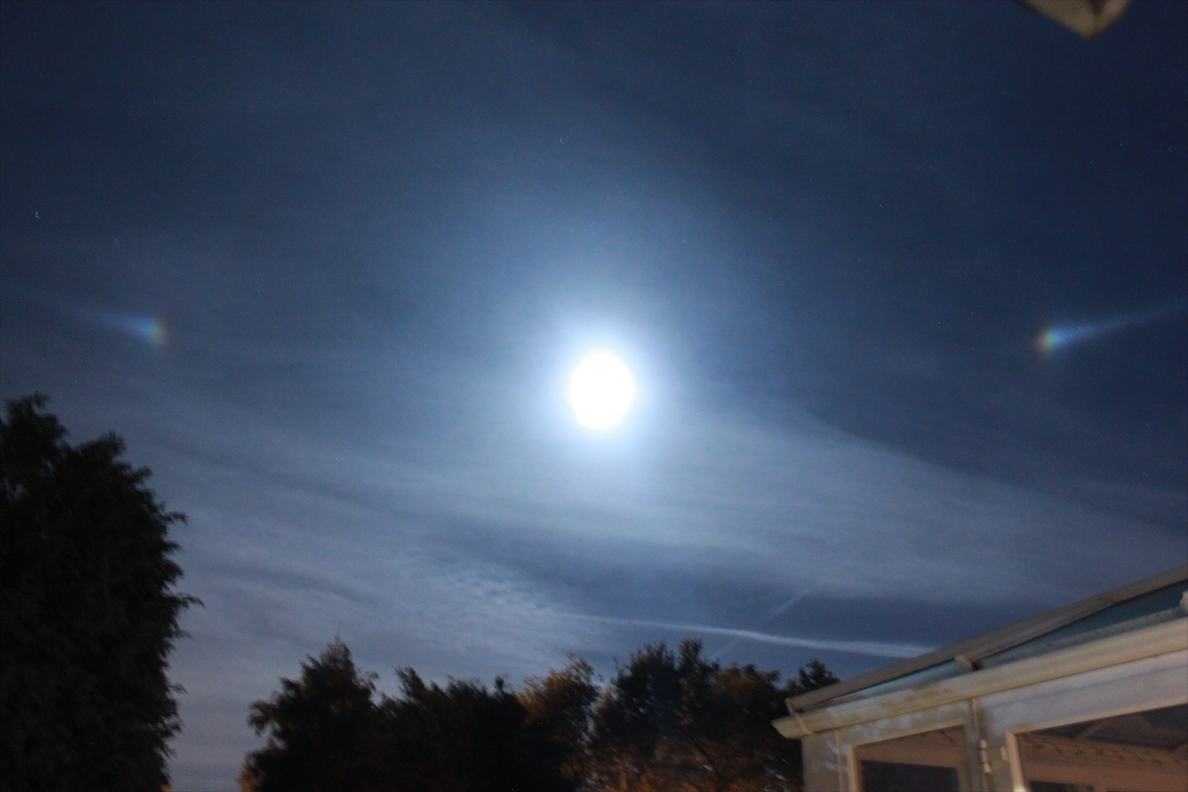
Một cặp mặt trăng giả trên Didcot, vương quốc Anh

Mặt trăng giả là một phần của hào quang 22° với đường kính gấp 10 lần Mặt Trăng. Nó tương tự mặt trời giả, nhưng hiếm hơn vì Mặt Trăng phải sáng, khoảng một phần tư Mặt Trăng trở lên thì mặt trăng giả mới có thể quan sát được. Mặt trăng giả gần như không màu sắc vì ánh sáng màu của chúng không đủ sáng để kích hoạt các tế bào hình nón trong mắt người.